# Sara Šamma
Sara Šamma (en árabe: سارة شما‎ /saːrah ʃammaː/, Damasco, Siria, 26 de noviembre de 1975) es una artista y pintora. En 2010 fue elegida como artista Socia de Celebridades para el Programa Mundial de Alimentos.

## Carrera
Šamma fue una de los ganadores del premio BP Portrait Award de 2004. Posteriormente fue invitada a participar en un número de exposiciones individuales y grupales alrededor del mundo, incluyendo Q en la Universidad Real de Arte en 2013, la Exposición Anual de la Real Sociedad de Retratistas en las Galerías Mall en 2013, y Nord Art en Büdelsdorf (Alemania) en 2012.
Su tema favorito es la forma humana. A pesar de que vivió y trabajó durante la Guerra Civil Siria (lo cual estuvo reflejado en su arte), prefiere enfocarse menos en los aspectos políticos de la guerra y el sufrimiento, y más en la noción de humanidad en un sentido amplio.

## Premios
- 2009: Segundo lugar en pintura de la Competencia de Arte y Literatura de la revista Sculptural Pursuit en Estados Unidos.
- 2008: Primer lugar en pintura del Waterhouse Natural Science Art Prize en el Museo Suraustraliano en Adelaide.[4]
- 2004: Cuarto lugar en el BP Portrait Award en la National Portrait Gallery en Londres (Reino Unido).[2]